# Колода (река)
Колода — река в России, протекает по Пудожскому району Карелии.

## Общие сведения
Река берёт начало из озера Глубокого на высоте 196,9 м над уровнем моря.
Устье реки находится в 103 км по левому берегу реки Водлы. Длина реки составляет 112 км, площадь водосборного бассейна — 1330 км².

## Бассейн

### Притоки
- В 4 км от устья по правому берегу реки впадает Майморучей
- В 17 км от устья по правому берегу реки впадает река Нижняя Конданьзя.
- В 54 км от устья по правому берегу реки впадает река Виксеньга.
  - Хабаньзя (впадает в Хабозеро)
- В 64 км от устья по левому берегу реки впадает река Паланга.
- В 74 км от устья по правому берегу реки впадает река Калма.
  - Корьречка (приток Калмы)

### Озёра
Бассейну Колоды также принадлежат озёра:
- Большое Лебяжье
- Палозеро
- Саргозеро
- Наглимозеро
- Хабозеро
- Колодозеро (исток Виксеньги)
- Чергозеро

## Данные водного реестра
По данным государственного водного реестра России относится к Балтийскому бассейновому округу, водохозяйственный участок реки — Водла, речной подбассейн реки — Свирь (включая реки бассейна Онежского озера). Относится к речному бассейну реки Нева (включая бассейны рек Онежского и Ладожского озера).
Код объекта в государственном водном реестре — 01040100412102000016708.